# Maplewood (Minnesota)
Maplewood est une ville des États-Unis ; elle est située à l'est de Saint Paul dans le comté de Ramsey, dans l’État du Minnesota. Sa population s'élevait à 38 018 habitants lors du recensement de 2010.

## Démographie
| Groupe            | Maplewood | Minnesota | États-Unis |
| ----------------- | --------- | --------- | ---------- |
| Blancs            | 74,5      | 85,3      | 72,4       |
| Asiatiques        | 10,4      | 4,0       | 4,8        |
| Afro-Américains   | 8,2       | 5,2       | 12,6       |
| Métis             | 2,9       | 2,4       | 2,9        |
| Autres            | 2,4       | 2,0       | 6,4        |
| Amérindiens       | 0,5       | 1,1       | 0,9        |
| Total             | 100       | 100       | 100        |
|                   |           |           |            |
| Latino-Américains | 6,2       | 4,7       | 16,7       |

Selon l'American Community Survey, pour la période 2011-2015, 80,41 % de la population âgée de plus de 5 ans déclare parler anglais à la maison, alors que 6,35 % déclare parler une langue hmong, 3,33 % l'espagnol, 3,08 % une langue africaine, 1,84 % le khmer, 0,89 % le vietnamien, 0,50 % l'hindi et 3,58 % une autre langue.
Durant la période 2012-2016, 11,5 % de la population de la ville est née étrangère (contre 7,8 % à l'échelle de l’État et 13,2 % à l'échelle nationale). 63,4 % d'entre sont ainsi nés en Asie et 18,2 % en Afrique. Enfin, 63,3 % d'entre eux ont été naturalisés américains.

## Source de la traduction
1. ↑  (en) « Maplewood, MN Population - Census 2010 and 2000 », sur censusviewer.com.
2. ↑  (en) « Population of Minnesota - Census 2010 and 2000 », sur censusviewer.com.
3. ↑  (en) « Language spoken at home by ability to speak english for the population 5 years and over », sur factfinder.census.gov.
4. ↑  (en) « Selected social characteristics in the United States », sur factfinder.census.gov (consulté le 11 avril 2018).

- (en) Cet article est partiellement ou en totalité issu de l’article de Wikipédia en anglais intitulé « Maplewood, Minnesota » (voir la liste des auteurs).